# ジャン・ティンゲリー
ジャン・ティンゲリー（Jean Tinguely, 1925年5月22日 - 1991年8月30日）はスイスの現代美術、画家、彫刻家である。
彼は廃物を利用して機械のように動く彫刻を制作することで知られており、キネティック・アート（動く美術作品）の代表的な作家である。またダダイスムの影響を濃く受けており、第二次世界大戦後のフランスで誕生した美術運動、ヌーヴォー・レアリスムのメンバーでもあった。代表的なシリーズに「メタメカニック」(metamechanics) が、その他「メタ・ハーモニー」シリーズ、「死の舞踏」シリーズ、「哲学者」シリーズなどがある。

## 生涯

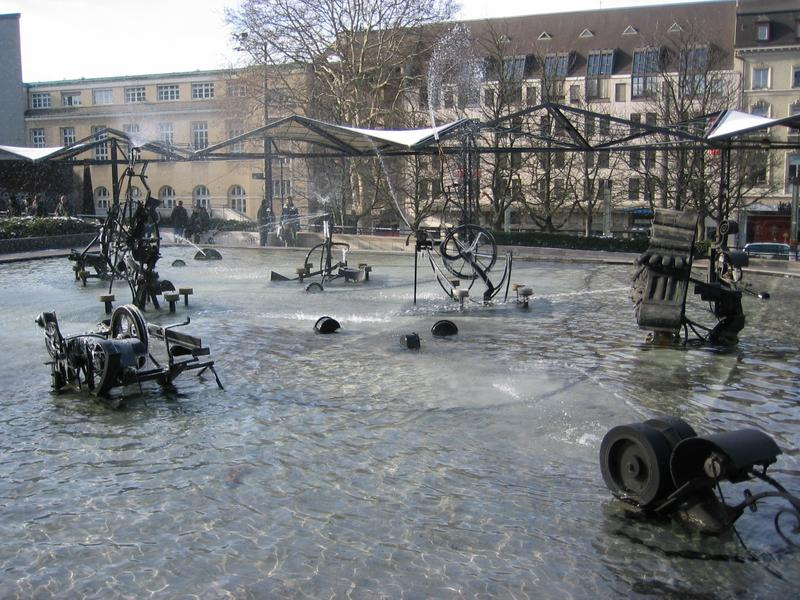
ジャン・ティンゲリー制作による、バーゼルにある廃物噴水

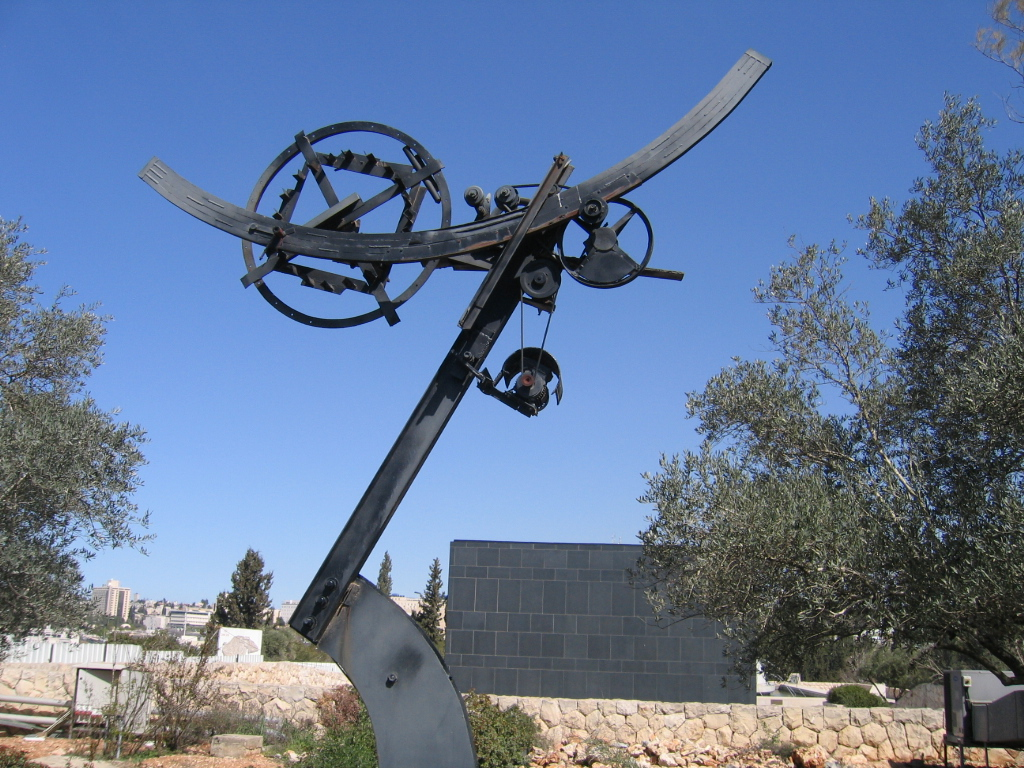
ジャン・ティンゲリー制作による『Eos xk (3)』、エルサレムのイスラエル美術館

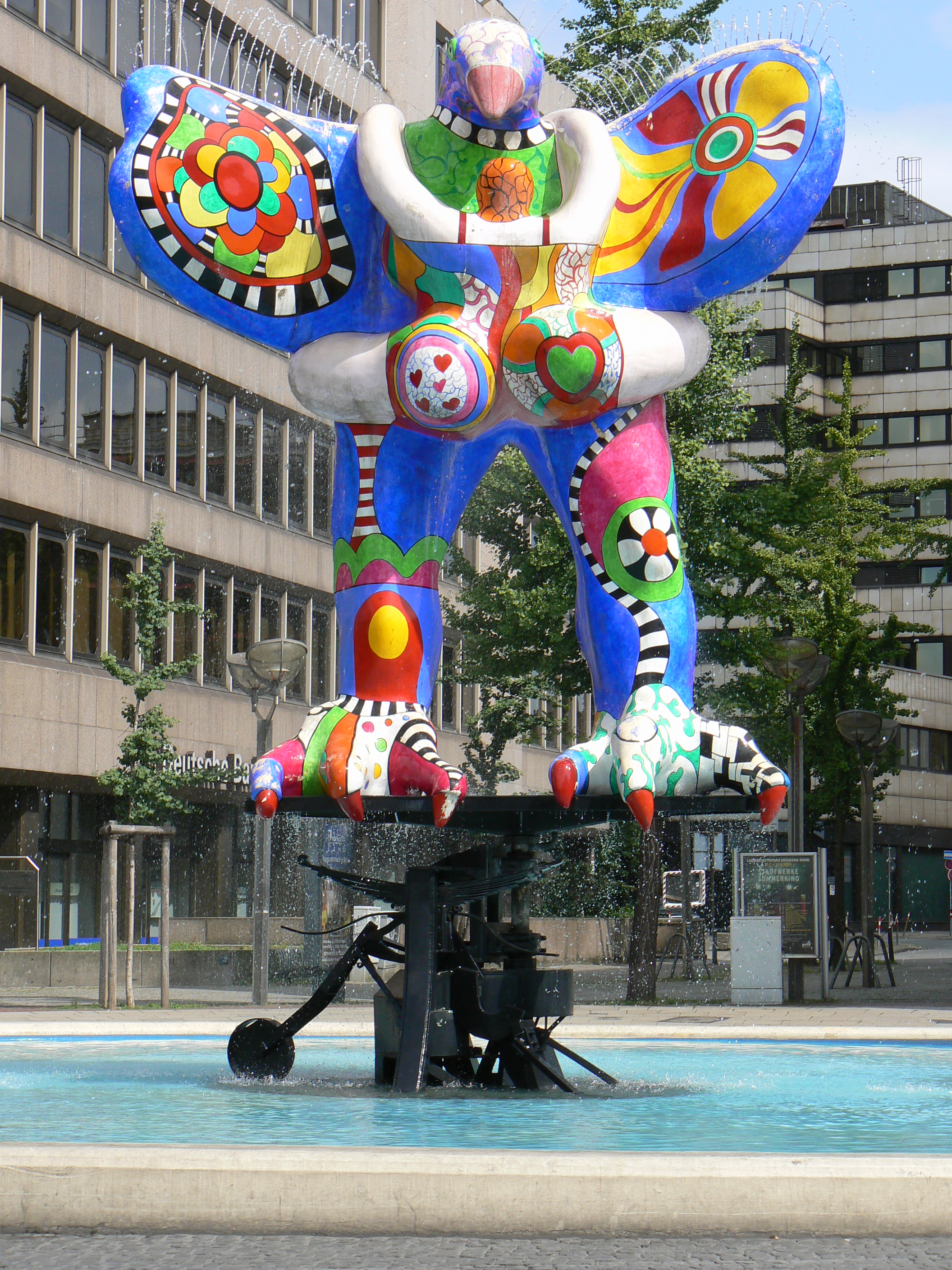
『ファウンテン・ライフセイバー』（ドイツ、デュースブルク）。廃物を組み立てて作ったティンゲリーの黒い立体作品の上に、ニキの鮮やかな作品が立つ

ティンゲリーはスイスのフリブールに生まれ、バーゼルで美術を学んだ。この時期に彼はクルト・シュヴィッタースに影響を受けて、ダダイスムやジャンク・アートへの関心を高めた。
1950年代半ば以降はパリで活動し、イヴ・クラインやニキ・ド・サンファルらの美術家たちと知り合った。1950年代末から、捨てられた家電や機械の一部を組み立てて動く作品を制作し、1959年には「メタマティック」（自動デッサン機）シリーズを発表している。
1960年、ヌーヴォー・レアリスムの結成に関わり、ニューヨーク近代美術館で開催された展覧会では不器用に動いて音を立て最後は自ら炎上して崩壊する巨大な機械『ニューヨーク賛歌』を出展した。
1971年、長年同居してきたニキ・ド・サンファルと結婚。1977年、バーゼルに『噴水の劇場』（ティンゲリーの噴水）を制作。1982年、ポンピドゥー・センターに隣接するストラヴィンスキー広場に、『自動人形の噴水』をニキ・ド・サンファルと共同制作するなど、各地にパブリックアートを設置した。
1984年、日本の高輪美術館（後のセゾン現代美術館）に『地獄の首都 No.1』の制作を依頼され、来日している。その他、ドイツのデュースブルクやフランス・シノン城にニキ・ド・サンファルと共同制作で作品を設置しているほか、アメリカのノースカロライナ州シャーロットに『La Cascade』という名の巨大作品を設置している。
1991年、ティンゲリーはベルンで死去した。1996年10月、バーゼルにマリオ・ボッタの設計で「ティンゲリー美術館」が開館し、彼の動く作品群が展示されている。